# Joakim Mæhle
Joakim Mæhle Pedersen, född 20 maj 1997, är en dansk fotbollsspelare som spelar för VfL Wolfsburg.

## Klubbkarriär
Mæhle gick som 12-åring från Østervrå IF till AaB. I juni 2016 flyttades Mæhle upp i AaB:s A-lag. Mæhle debuterade i Superligaen den 7 augusti 2016 i en 2–1-vinst över FC Nordsjælland, där han blev inbytt i den 89:e minuten mot Thomas Enevoldsen.
I maj 2017 värvades Mæhle av belgiska Genk. I januari 2021 värvades Mæhle av Atalanta, där han skrev på ett 4,5-årskontrakt. I augusti 2023 värvades Mæhle av VfL Wolfsburg, där han skrev på ett fyraårskontrakt.

## Landslagskarriär
Mæhle debuterade för Danmarks landslag den 5 september 2020 i en 0–2-förlust mot Belgien, där han blev inbytt i den 72:a minuten mot Martin Braithwaite. Den 7 oktober 2020 gjorde Mæhle sitt första mål i en 4–0-vinst över Färöarna.

## Meriter
Genk
- Jupiler League: 2018/2019